# セーレン
セーレン株式会社（英: SEIREN CO.,LTD.）は、福井県福井市に本社を置く日本の繊維メーカーである。

## 会社概要
各種繊維品の染色加工、各種繊維製品の企画製造販売を中心に同製品の輸出入、電子制御機器・電子部品の設計製造および販売、倉庫業などを手がける。近年では多品種・小ロット生産の傾向に合わせ、同社が独自に開発した、企画から製造・販売まで一貫しておこなうデジタルプロダクションシステム「ビスコテックス」 により、従来のファッション衣料分野から、自動車内装資材や土木建築資材、エレクトロニクス資材などにも分野を拡大している。
社名の由来は、創業当時の事業である「精練」から。染色などの生地加工が中心であったが、カネボウの繊維事業を継承してKBセーレンを設立し、原糸製造にも参入している。

## 沿革
- 1889年 - 創業。
- 1923年
  - 5月1日 - 福井精練加工株式会社設立。
  - 8月 - 社章制定。
- 1954年5月 - 社歌制定。
- 1973年
  - 2月1日 - 会社名をセーレン株式会社に変更。
  - 4月 - 東京証券取引所に上場。
- 1986年 - SEIREN U.S.A.CORP.設立。
- 2005年 - カネボウの繊維事業を引き継ぐ子会社KBセーレンを設立。
- 2006年 - 研究開発センター設立。
- 2008年 - 福井市毛矢に新福井本社ビル竣工。
- 2011年 - セーレンEUオフィス（フランス）を開設。
- 2012年 - サハセーレン（タイ）に衣料一貫生産工場竣工。
- 2014年
  - Viscotec México S.A. de C.V. (メキシコ）設立。
  - 世聯美仕生活用品（上海）有限公司（中国）設立。
  - Schmitz社（ドイツ）と業務提携。
  - セーレン香港オフィス開設。
  - 経済産業省の「グローバルニッチトップ企業100選」において認定を受ける（選定対象はセーレンが開発した「ビスコテックス」）[2][3][4]。
- 2015年
  - アルマジャパン株式会社が会社分割し、セーレンソーテック株式会社を設立。アルマジャパンはセーレンアルマ株式会社へ社名変更。
  - 世聯汽車内飾（河北）有限公司（中国）設立。
- 2016年 - Viscotec Automotive Products, LLC. 、Viscotec World Design Center, LLC. を、Seiren North America, LLC. およびSeiren Design Center North America, LLC.に商号変更。
- 2017年 - Viscotec Mexico S.A. de C.V. を、Seiren Viscotec Mexico S.A. de C.V.に商号変更。
- 2018年 - ケイ・エス・ティ・ワールド株式会社を子会社化。
- 2021年4月16日 - ハンガリーにセーレンが100%出資するセーレン・ハンガリーを設立すると発表した[5]。合成皮革シート材をＥＵ市場に供給する。

## 事業所
福井本社
福井県福井市毛矢1丁目10-1
東京本社
東京都港区南青山1丁目1-1 新青山ビル
大阪支社
大阪府大阪市北区梅田3-3-10 梅田ダイビル
名古屋支店
愛知県名古屋市中村区名駅4丁目4-10 名古屋クロスコートタワー16F
広島営業所
広島県広島市南区稲荷町1-1 ロイヤルタワー7階
豊田営業所
愛知県豊田市喜多町1丁目140番地 ギャザビル4階
厚木営業所
神奈川県厚木市中町3丁目12-1 厚木国際ビル
和光営業所
埼玉県和光市丸山台1丁目10-5 和光MHビル
浜松営業所
静岡県浜松市中央区東伊場2丁目7-1 浜松商工会議所
研究開発センター・FMセンター・TPF事業所
福井県坂井市三国町テクノポート2丁目3-1
勝山事業所
福井県勝山市滝波町3丁目1431
鯖江事業所
福井県鯖江市鳥井町3-1
新田事業所
福井県福井市新田塚1丁目60-1
二日市事業所
福井県福井市二日市町18-1

## 連結子会社
- KBセーレン（大阪市北区、登記上の本店は福井県鯖江市）
- セーレン商事（福井市）
- ナゴヤセーレン（名古屋市中村区）
- セーレンケーピー（福井県福井市）
- Seiren U.S.A. Corporation（米国ノースカロライナ州）
  - Viscotec Automotive Products LLC（米国ノースカロライナ州）
  - 世聯汽車内飾有限公司（中国江蘇省）
- セーレン電子（福井県坂井市）
  - 世聯電子有限公司（中国江蘇省）
- Saha Seiren Co., Ltd.（タイ王国バンコク都）
- Seiren Produtos Automotivos Ltda.（ブラジル連邦共和国サンパウロ州）
- セーレンシステムサービス（福井県坂井市）
- セーレンアルマ（福井県坂井市）
- グンセン（群馬県伊勢崎市）
- デプロ（福井市）
- セーレンコスモ（福井市）
- セーレンソーテック（福井市）

## テレビ番組
- 日経スペシャル カンブリア宮殿 元窓際族社長のアパレル革命 ～会社を変えた反逆経営術（2010年7月5日、テレビ東京）[6]

## 提供番組
- 日曜報道 THE PRIME（フジテレビ系列）